# Jazz Realities
Albums par Carla Bley
Communication (en)
(1965) Escalator over the Hill
(1971)
Albums par Michael Mantler
Communication (en)
(1965) The Jazz Composer's Orchestra (en)
(1968)
Albums par Steve Lacy
Disposability (en)
(1966) Sortie (en)
(1966)
Jazz Realities est un album de jazz de la pianiste et compositriceCarla Bley, du trompettiste Michael Mantler et du saxophoniste Steve Lacy, sorti en 1966 chez Fontana Records.

## À propos de l'album
Même si elle a précédemment travaillé avec le Jazz Composer's Orchestra, Jazz Realities est le premier album publié sous le nom de Carla Bley. 
L'album est marqué par l'influence du free jazz et de l'improvisation collective.

## Liste des pistes
| No | Titre                  | Musique                     | Durée |
| -- | ---------------------- | --------------------------- | ----- |
| 1. | Doctor                 | Carla Bley                  | 7:45  |
| 2. | Oni Puladi             | Carla Bley                  | 5:25  |
| 3. | J.S.                   | Michael Mantler, Carla Bley | 3:35  |
| 4. | Walking Batterie Woman | Carla Bley, Michael Mantler | 6:18  |
| 5. | Closer                 | Carla Bley                  | 5:30  |
| 6. | Communications no 7    | Michael Mantler             | 9:34  |

## Musiciens
- Carla Bley : piano
- Michael Mantler : trompette
- Steve Lacy : saxophone soprano
- Kent Carter (en) : contrebasse
- Aldo Romano : batterie